# Junior (mensuel suisse)
 (mai 2018).
Pour les articles homonymes, voir Junior.
Pour les articles homonymes, voir Macky.
Ne doit pas être confondu avec Rataplan.
Junior est un magazine gratuit pour enfants édité en Suisse en 3 langues et distribué également en Allemagne, en Autriche et aux Pays-Bas (en version hollandaise). Le magazine est édité en Suisse romande en français sous le nom de Rataplan et en suisse-allemande sous le nom de Macky.

## Distribution
En Allemagne ce magazine est distribué dans les pharmacies. En Suisse dans les pharmacies, les opticiens, les magasins diététiques et chez C&A.

## Histoire
Junior a été fondé en novembre 1951 par Hans-Rudolf Hug, le grand-père de l'éditrice actuelle Julia Hug.
Le choix du titre ‘’Rataplan’’ pour la Suisse romande reprend un titre de presse populaire dans les années 50 proche du journal Tintin.

## Contenu
Le magazine inclut des bandes dessinées, des énigmes, des recettes de cuisine, de l’humour, des reportages, des articles sur des célébrités actuelles, un poster de l’animal représenté en couverture et des coloriages. Il est aussi publicitaire.

## Bande-dessinée
Le journal a publié régulièrement les bandes dessinées suivantes :
- Junior et Klexx du dessinateur Beat Sigel
- Les Borstels du dessinateur Jörg Peter
- Das Streichquartett du dessinateur Riccardo Rinaldi, repris à sa mort par Ivica Litric)
- Die Krimi Gäng : Les détectives pour enfants Lia & Lu mènent l'enquête mais le lecteur doit trouver la solution seul
- Fell & Federn du dessinateur Odenthal Illustrasion GBR)

Le journal est connu pour avoir lancé la célèbre[réf. nécessaire] bande dessinée d'Edith Oppenheim-Jonas, Papa Moll.
On y trouvait également des courtes histoires de Popeye et Henry de Carl Anderson.